# Penken
Penken är en bergstopp i Österrike.   Den ligger i distriktet Schwaz och förbundslandet Tyrolen, i den västra delen av landet, 400 km väster om huvudstaden Wien. Toppen på Penken är 2 095 meter över havet, eller 89 meter över den omgivande terrängen. Bredden vid basen är 1,6 km.
Terrängen runt Penken är huvudsakligen bergig, men åt nordväst är den kuperad. Närmaste större samhälle är Mayrhofen, 5,0 km öster om Penken. 
I omgivningarna runt Penken växer i huvudsak blandskog. Runt Penken är det ganska glesbefolkat, med 42 invånare per kvadratkilometer.